# Thamar Angelina Komnene
Thamar Angelina Komnene av Epirus, död 1311, var furstinna av Taranto 1294–1309 som gift med furst Filip I av Taranto. 
Hennes make anklagade henne för att vara lojal mot sitt hemland snarare än mot honom och skilde sig från henne genom att tvinga henne att bekänna att hon hade haft samlag med fyrtio av hans hovmän. 